# Itame simplex
Itame simplex là một loài bướm đêm trong họ Geometridae.